# 佩雷沃洛奇納 (利維夫州)
50°3′28″N 24°47′31″E / 50.05778°N 24.79194°E
佩雷沃洛奇納（羅馬化：Perevolochna）是烏克蘭西部的村莊，隸屬利維夫州的佐洛奇夫區。該村面積3.3平方公里，海拔高度223米，2001年人口522，人口密度每平方公里158.13人。